# Vîsoceanka, Halîci
Vîsoceanka (în ucraineană Височанка) este o comună în raionul Halîci, regiunea Ivano-Frankivsk, Ucraina, formată numai din satul de reședință.

## Demografie
Componența lingvistică a comunei Vîsoceanka
     Ucraineană (99,58%)
     Alte limbi (0,42%)
Conform recensământului din 2001, majoritatea populației comunei Vîsoceanka era vorbitoare de ucraineană (99,58%), existând în minoritate și vorbitori de alte limbi.